# Martin Peudargent
Martin Peudargent (Hoei, rond 1510 - ? , tussen 1589 en 1594) was een Belgisch kerkmusicus en componist aan het hertogdom Jülich-Kleve-Berg in Düsseldorf.
Uit zijn werk Mariae Leonarae Guilielmi Ducis Clivensis blijkt dat jij al voor 1550 in dienst was bij Willem V van Kleef. Peudargent schreef het ter gelegenheid van de geboorte van diens dochter Maria Eleonora van Gulik. Even later (1555) deed hij hetzelfde voor Willems zoon Karel Frederik (Karl Friedrich), die al in 1575 overleed. In 1555 gaf hij ook een verzameling motetten uit dat ook wel gezien wordt als een voorbeeld van de muziekdruk in Düsseldorf. Hij bracht in 1557 het traktaat Practicae musicae utriusque praecepta brevia van Johannes Oridyrus onder de aandacht van Willem V. Zelf publiceerde hij als "Magister musicus" van Oridyrus en Buysius eigen motetten, maar ook die van anderen.
In 1585 was hij betrokken bij het huwelijksfeest van Willems zoon Johan Willem van Kleef en Jacoba van Baden. Twee jaar later schreef naar de hertog, dat hij doordat hij gekort werd op zijn salaris zijn gein nauwelijks kon onderhouden. Hij hoopte vanwege zijn lange dienstverband en het feit dat hij blind werd, dat zijn salaris verhoogd werd. Wat de uitkomst van deze klacht is, is niet bekend. Wel is bekend dat hij in 1589 nog steeds werkzaam was aan Willems ho, maar in 1594 wordt zijn naam niet meer genoemd.Aan de hand daarvan wordt aangenomen dat hij in die periode is overleden.
Van Peudargent zijn dus hoofdzakelijk motetten overgeleverd. Peudargents muziekstijl is typisch voor de Vlaamse school en sterk verwant met bijvoorbeeld Clemens non Papa, hoewel hij zich minder sterk houdt aan de kerktoonsoorten en een sterkere tekstexpressie nastreeft.

## Werken (selectie)
- Sacrarum Cantionum I, 12 vijfstemmige motetten, J. Bathen, Düsseldorf 1555
- Sacrarum Cantionum II, 14 Motetten, waarvan 1 zesstemmig en 13 vijfstemmig, , J. Bathen, Düsseldorf 1555
- Novi prorsus et elegantis libri musici, in quo continentur partim suavissima ... Moteta ... latinae & gallicae 4-, 5-, 6-stemmige Motetten, Oridryus & Buysius, Düsseldorf 1561. Naast werken van Peudargent ook werken van Josquin Baston, Pierre de Manchicourt, Jean de Latre en Clemens non Papa. Deze uitgave is sinds de Tweede Wereldoorlog verdwenen.
- Misit me vivens pater vierstemmig, Irrogat omnipotens zesstemmig in: Sacrarum Cantionum diversorum autorum III, J. Bathen, Düsseldorf 1556
- Te Deum Patrem, vierstemmig, in: Ecclesiasticarum cantionum quatuor vocum II, Susato Antwerpen 1553

- Bibliothèque nationale de France: cb14841741p (data)
- Gemeinsame Normdatei: 103921990
- International Standard Name Identifier: 0000 0001 1051 7909
- Library of Congress Control Number: n86865655
- MusicBrainz: 0893c44f-56a2-4db4-bbee-b5088b40c119
- Nederlandse Thesaurus van Auteursnamen: 129654817
- Système universitaire de documentation: 244049661
- Virtual International Authority File: 32422292
- WorldCat: E39PBJyWY3JYBfbymF6p3GqqQq